# Roberta (telenovela)
Roberta es una telenovela venezolana realizada por la cadena televisiva RCTV en 1987, y protagonizada por Tatiana Capote y Henry Zakka, con participaciones antagónicas de Carmen Julia Álvarez, Cecilia Villarreal y Yanis Chimaras. Fue distribuida internacionalmente por RCTV Internacional. Esta telenovela es versión de Rafaela de 1977.

## Trama
Roberta es una bella e inteligente mujer que ha dedicado su vida a su profesión de médico en un esfuerzo por superarse de su atormentado y humilde origen, y probarse a sí misma y a aquellos que la rodean que ella puede contribuir a la sociedad sin necesidad de llenarse de hijos que se convierten en una carga y obstáculos para superarse, como le pasó a su madre, Amparo, la cual tuvo 6 hijos de hombres distintos, creyendo que un hombre podría salvarla de la soledad, y cada uno la abandonó a su suerte, incluyendo al padre de Roberta. Después de un año de pasantías médicas y trabajo social en áreas rurales de su país, Roberta regresa al vecindario de su familia, de clase trabajadora, en el oeste de Caracas. Consigue trabajo en el hospital local, donde confrontará al director, el afamado cirujano Roberto Contreras, revelándole que ella es su hija ilegítima, determinada a probarle que ella no lo necesita para triunfar en la vida. La presencia de Roberta causa un gran impacto en la vida del Dr. Contreras; la hija que había olvidado es ahora una inteligente y capaz doctora, que renueva el sentimiento de orgullo en él. Todos parecen respetar las habilidades de la joven doctora, excepto el Dr. José Julián Requena, un brillante y joven interno, y que es igualmente conocido por su machismo y por ser mujeriego. La atracción entre Roberta y José Julián se verá oculta por los constantes conflictos que tienen, pero el amor alcanza su plenitud entre ellos. Roberta, sin embargo, a pesar de sus aprensiones, queda embarazada y repite la historia de su madre, y las de muchas mujeres latinoamericanas que son engañadas y abandonadas. Rachel, la esposa de José Julián, llega a Caracas, para recuperar su matrimonio y se encuentra con todo este idilio que hace terminar. Rachel, obsesionada por el temor de perder a José Julián, ha pasado muchos años jugando con sus sentimientos haciéndole creer que él fue el culpable de la pérdida de su hijo cuando en realidad fue ella misma la que se provocó un aborto para no dañar su figura, pero quedó estéril. Al saber que Roberta espera un hijo de su marido busca las maneras de sacarla de su camino a como de lugar. Rachel consigue apoyo en la egoísta y prepotente Morelba, la esposa de Roberto Contreras. Ésta siempre supo de la existencia de Roberta, pero lo mantuvo oculto todo ese tiempo para que su marido no distrajera su atención de su hija, una joven reprimida que termina cayendo en el alcoholismo al conocer y enamorarse de "Ñico", uno de los hermanos de Roberta, dedicado a la delincuencia y ya con varios expedientes en la policía.

## Elenco
- Tatiana Capote: Roberta Domínguez
- Henry Zakka: José Julián Requena (Doctor)
- Carmen Julia Álvarez: Rachel, esposa de José Julián
- Hazel Leal: Chabela, novia de Rodolfo
- Jorge Palacios: Dr. Roberto Contreras, padre de Roberta
- Chony Fuentes: Amparo Domínguez
- Cecilia Villarreal: Morelba, esposa de Roberto Contreras
- Carolina López: Ivonne, secretaria del doctor José Julián
- Adolfo Cubas: Nico
- Yanis Chimaras: José Luis
- Alberto Álvarez: Amigo  de  jose julian,aparece  en  escena en  un  bar.
- Carlos Montilla: Rodolfo
- Lourdes Valera: Elena
- Marialejandra Martín: esposa del doctor Carlos Luis
- Marisela Buitrago: Marisol
- Nury Flores
- Catherine Fulop: Belkys, pretendiente de José Luis
- Amalia Pérez Díaz: Doctora Vergara
- Elisa Escámez: es Gloria, jefa de enfermeras
- Imperio Zammataro
- Ricardo Herranz
- Alberto Acuña
- Juan Frankis: Doctor psiquiatra
- Vladimir Torres: Doctor Carlos Luis, amante de Marisol
- William.R. Cartaya: fisioterapeuta  que  atiende  a jose  luis
- william cartaya: es  el  doctor  valladares,fisioterapeuta,atiende  a   jose  luis
- Leonardo Oliva: Doctor Rogelio, amigo de Morelba
- Alberto Marín: Christancho, esposo de Amparo Domínguez
- Humberto Buonocoro: Pancracio, amigo de Amparo
- Roberto Moll: Adolfo, esposo de Naty
- Zulay García: Naty, esposa de Adolfo
- Coromoto Rivero: Lourdes
- Mahuampi Acosta: madre de Rodolfo
- Dante Carle: padre de Rodolfo
- Roberto Lamarca: Cristóbal
- Ileana Jacket: madre de José Luis
- Dalila Colombo: aparece en último capítulo
- Marcelo Romo: padre de José Luis
- Jacinto Cabrera: doctor Uribe, atiende a Rachel
- Verónica Doza
- Jaime Araque: dos capítulos
- Sandra Juhasz: doctora Ana María
- [Frank Mendez chinea] :  Doctor Aldana,  atiende a  Lourdes